# Ivan Kostov
Ivan Jordanov Kostov, bulharsky Иван Йорданов Костов (* 23. prosince 1949, Sofie) je bulharský politik. V letech 1997–2001 byl premiérem Bulharska, a to jakožto představitel pravicové strany Svaz demokratických sil (Съюз на демократичните сили), jejímž předsedou byl v letech 1994–2001. V období 1990–1992 byl ministrem financí (ve vládách Dimitara Popova a Filipa Dimitrova). Kostov byl prvním premiérem, který po roce 1989 vydržel v úřadě po celé volební, čtyřleté období. Jeho vláda provedla rozsáhlou privatizaci a zahájila rozhovory o vstupu Bulharska do Evropské unie. Roku 1999 otevřela vzdušný prostor Bulharska pro letecké jednotky NATO, které bombardovaly Jugoslávii. Roku 2004 Kostov vystoupil ze Svazu demokratických sil a založil vlastní stranu Demokraté za silné Bulharsko (Демократи за силна България).